# Peter Bilsdorfer
Peter Bilsdorfer (* 22. September 1951 in Nalbach) ist ein deutscher Jurist. Er war von 2013 bis 2017 Präsident des Finanzgerichts des Saarlandes. Bilsdorfer ist Honorarprofessor an der Universität des Saarlandes.

## Leben

### Ausbildung
Bilsdorfer studierte Rechtswissenschaft an der Universität des Saarlandes. Seine juristischen Staatsexamina legte er 1976 und 1978 ab. 

### Richter und Lehrbeauftragter
Nach einer Tätigkeit in der Finanzverwaltung wechselte er zum 1. Juli 1984 als Richter zum Finanzgericht des Saarlandes. 
1994 wurde er Lehrbeauftragter an der juristischen Fakultät der Universität des Saarlandes. 1996 promovierte er zu einem steuerlichen Thema. Bis Juli 2007 war Bilsdorfer Vorsitzender des Hauptrichterrates. 2008 erfolgte seine Ernennung zum Honorarprofessor an der Universität des Saarlandes.

### Gerichtspräsident
Seit 1. Juli 2007 war er Vizepräsident des Finanzgerichts des Saarlandes.  Am 1. Dezember 2013 wurde er zum Präsidenten des Finanzgerichts des Saarlandes ernannt. Er übte dieses Amt bis Ende Februar 2017 aus. 

### Steueranwalt und Journalist
Seit 1. März 2017 ist Bilsdorfer als Steueranwalt tätig, anfangs in einer Kanzlei in Dillingen, seit Oktober 2019 in der Saarbrücker Rechtsanwaltskanzlei KHH Legal Kropp Haag Hübinger. 
Peter Bilsdorfer geht auch einer nebenberuflichen journalistischen Tätigkeit (vorwiegend zu steuerlichen Themen) unter anderem für die Frankfurter Allgemeine Zeitung, die Welt am Sonntag, die Süddeutsche Zeitung und die Saarbrücker Zeitung nach.

## Veröffentlichungen
- Handbuch für das Steuerstraf- und Bußgeldverfahren 1985. AO-Taschenbuch. Verlag Neue Wirtschafts-Briefe, Herne/Berlin 1988, ISBN 3-482-49601-3.
- Die Informationsquellen und -wege der Finanzverwaltung. 8. Auflage. Verlag Erich Schmidt, Berlin 2009, ISBN 978-3-503-11658-4.
- Steueramnestie – was tun? (zusammen mit Geckle/Neufang). Verlag Wirtschaft, Recht u. Steuern, Planegg 1989, ISBN 3-8092-0504-4.
- Der Steuerberater im Steuerstrafverfahren. (zusammen mit Weyand). Haufe, Freiburg i. Br. 1993, ISBN 3-448-02896-7.
- Handbuch des steuerlichen Einspruchsverfahrens. (zusammen mit Morsch/Schwarz). 2. Auflage. Verlag Erich Schmidt, Berlin 2008, ISBN 978-3-503-11216-6.
- Wie führe ich einen Finanzgerichtsprozess? (zusammen mit Schwarz/Hardenbicker/Morsch). 8. Auflage. 2016.
- Der steuerliche Fremdvergleich bei Vereinbarungen unter nahestehenden Personen. Dissertation. Verlag Erich Schmidt, Bielefeld 1996, ISBN 3-503-03571-0.
- Keine Angst vor dem Finanzamt. (zusammen mit Weyand). dtv, München 2000, ISBN 3-423-05677-0.
- Steuerrecht, eine Einführung für Juristen und Ökonomen. (zusammen mit Dölfel/Weimann). 4. Auflage. Verlag Erich Schmidt, Berlin 2001, ISBN 3-503-05785-4.
- Peter Bilsdorfer: Die Säulen des Steuerrechts. In: Neue Juristische Wochenschrift (Hrsg.): Eine kleine Rechtsgeschichte von 1947–2017. 2017, S. 1001 ff.